# Johann Gerhard Schomerus
Christoph Johann Gerhard Schomerus (* 24. August 1906 in Erode, Indien; † 17. Dezember 1985 in Bochum) war ein deutscher Pfarrer, der sich ab 1929 um die Erforschung der Marienkirche in Marienhafe verdient gemacht hat.

## Leben
Johann Gerhard Schomerus wurde als Sohn des aus Marienhafe stammenden Missionars Hilko Wiardo Schomerus in Indien geboren und kam mit den Eltern erst 1912 nach Deutschland zurück. Seine Kindheit und Jugend waren durch häufige Ortswechsel geprägt, da der Vater Tätigkeiten u. a. in Kiel, Leipzig, Rendsburg und Halle an der Saale nachging. In Halle absolvierte Schomerus sein Abitur und studierte dort und in Marburg anschließend von 1927 bis 1931 Theologie. Nach dem Ende seines Studiums plante Schomerus, nach Schleswig-Holstein zurückzukehren, wo er von 1915 bis 1926 einige Jahre seiner Jugend verbracht hatte, nahm dann aber doch 1932 ein für ihn verlockendes Angebot als Vikar in der Lutherhalle in Wittenberg an, das mit einer fünfjährigen Dienstverpflichtung in der Provinz Sachsen einherging. 1933/34 besuchte er das Predigerseminar in Wittenberg und schloss sich der Bekennenden Kirche an. Danach war er Hilfsprediger in Könnern und Rosian, bevor er 1936 eine Predigerstelle in Hohenziatz an der St.-Stephanus-Kirche fand. 1940 wurde er zum Wehrdienst eingezogen und erlitt in Belgien eine schwere Verletzung, wonach er nur noch „schreibertauglich“ war. 1943 nahm er am Russlandfeldzug teil, erreichte jedoch eine Versetzung in ein Lazarett, da er für die Feldtruppe weiterhin untauglich war. 1945 war er Truppensanitäter in Stettin und geriet beim Rückzug aufgrund seiner körperlichen Beeinträchtigungen in sowjetische Gefangenschaft. Nachdem er in Gefangenschaft irrtümlich angeschossen worden war, ließ man ihn frei, so dass er bereits am 12. Mai 1945 als erster Heimkehrer nach Hohenziatz zurückkehrte.
1946 wurde er als Studieninspektor ans Wittenberger Predigerseminar berufen. Als dieses nach drei Semestern bereits wieder schließen musste, nahm er eine Pfarrstelle in Kemberg an. Dort geriet er 1951 in Konflikt mit der SED, wurde im Zuchthaus inhaftiert und nach dem Aufstand vom 17. Juni 1953 mit fünfjährigem Berufsverbot entlassen. Da er mit Billigung der Kirchenleitung jedoch weiter seelsorgerisch tätig wurde, drängte man ihn alsbald zur Übersiedlung nach Westdeutschland. Von 1954 bis 1961 war er Pfarrer in Brambauer und trat dann aufgrund seiner Kriegsbeschädigung und der Haftfolgen in den vorzeitigen Ruhestand. Die Kirchenleitung vermittelte ihn darauf an das Institut für Neutestamentliche Textforschung der Universität Münster, wo er bis 1979 tätig war und u. a. am Novum Testamentum Graece von Nestle-Aland mitgearbeitet hat.
Außer durch seine seelsorgerische und später wissenschaftliche Tätigkeit hat sich Schomerus ab 1929 insbesondere um die Erforschung der Geschichte der Marienkirche in Marienhafe verdient gemacht. Anfangs unterstützte er den Kunsthistoriker Jan Fastenau und erbrachte dann den Nachweis der Frühkolonisierung des Brookmerlandes, auf dem auch seine Datierung der heutigen Kirche und ihrer Vorgängerbauten basiert. Die Eröffnung des Kirchenmuseums 1932 geht insbesondere auf seine Rekonstruktionen der alten Friesbilder zurück, die er nach dem von ihm wiederentdeckten Skizzenbuch des Baumeisters Martens von 1829 angefertigt hat. Das Skizzenbuch hat Schomerus 1968 publiziert, eine umfangreiche Schrift zur Kirche 1984. Außerdem konnte er in Marienhafe zahlreiche aus der Kirche stammende Steine ausfindig machen und dem Museum übergeben. 1936 hat er darüber hinaus ein Holzmodell der Kirche gefertigt.
Darüber hinaus hat Schomerus auch als Chronist seiner Familie gewirkt, die über mehrere Generationen Pfarrer und Wissenschaftler hervorgebracht hat. Er war verheiratet mit Beatrice geb. von Wenckstern.
Für seine vielfältigen Verdienste um das Gemeinwohl wurde Johann Gerhard Schomerus am 21. August 1984 in Bochum das Bundesverdienstkreuz verliehen.